# Hans Peter Pawlik
Hans Peter Pawlik (* 1937; † 2. Jänner 2012 in Wien) war ein österreichischer Eisenbahnmaler und Autor.

## Leben
Als Autor verfasste er alleine oder mit Josef Otto Slezak und anderen zusammen mehrere Bücher und Bildbände über die Geschichte der Eisenbahn in Österreich. Als Maler wurde er vor allem mit seinen historischen Motiven von der Südbahn bekannt. Mehrere seiner Bilder dienen als Illustrationen von im Verlag Slezak erschienenen Eisenbahnbüchern und Artikeln in der Zeitschrift Schienenverkehr aktuell.
Im Juni 2008 war seinen Gemälden im steirischen Pernegg eine Ausstellung gewidmet.

## Schriften
- mit Josef Otto Slezak: Schmalspurig nach Mariazell. Slezak, Wien 1979, ISBN 3-900134-53-7 (2. Auflage. ebenda 1989).
- mit Josef Otto Slezak: Wiener Straßenbahn-Panorama. Bilder aus der Zeit von 1865 bis 1982. Slezak, Wien 1982, ISBN 3-900134-80-4.
- mit Josef Otto Slezak: Südbahn-Lokomotiven (= Internationales Archiv für Lokomotivgeschichte. 38). Slezak, Wien 1987, ISBN 3-85416-102-6.
- mit Mihály Kubinszky und Josef Otto Slezak: Architektur an der Semmeringbahn. Schöne Landschaft, schöne Bauten, schöne Lokomotiven. Slezak, Wien 1992, ISBN 3-85416-156-5 (2. Auflage. ebenda 2003, ISBN 3-85416-193-X).
- mit Karl Armbruster: Jenbach-Achensee. Die Tiroler Zahnradbahn (= Internationales Archiv für Lokomotivgeschichte. 34). Slezak, Wien 1993, ISBN 3-85416-149-2.
- mit Josef Otto Slezak: Ring-Rund. Das Jahrhundert der elektrischen Straßenbahn in Wien. Slezak, Wien 1999, ISBN 3-85416-187-5.
- mit Josef Otto Slezak: Wagners Werk für Wien. Gesamtkunstwerk Stadtbahn (= Internationales Archiv für Lokomotivgeschichte. 44). Slezak, Wien 1999, ISBN 3-85416-185-9.
- Mariazellerbahn in der Landschaft (= Internationales Archiv für Lokomotivgeschichte. 45). Slezak, Wien 2000, ISBN 3-85416-188-3 (2., überarbeitete Auflage. ebenda 2001).
- Technik der Mariazellerbahn (= Internationales Archiv für Lokomotivgeschichte. 46). Slezak, Wien 2001, ISBN 3-85416-189-1.
- Unvergessene Kahlenbergbahn (= Internationales Archiv für Lokomotivgeschichte. 5). 2. Auflage. Slezak, Wien 2001, ISBN 3-85416-191-3.
- Gölsdorfs Glanzstück, die 310er (= Internationales Archiv für Lokomotivgeschichte. 47). Slezak, Wien 2002, ISBN 3-85416-192-1.